# Бібліотека Каталонії

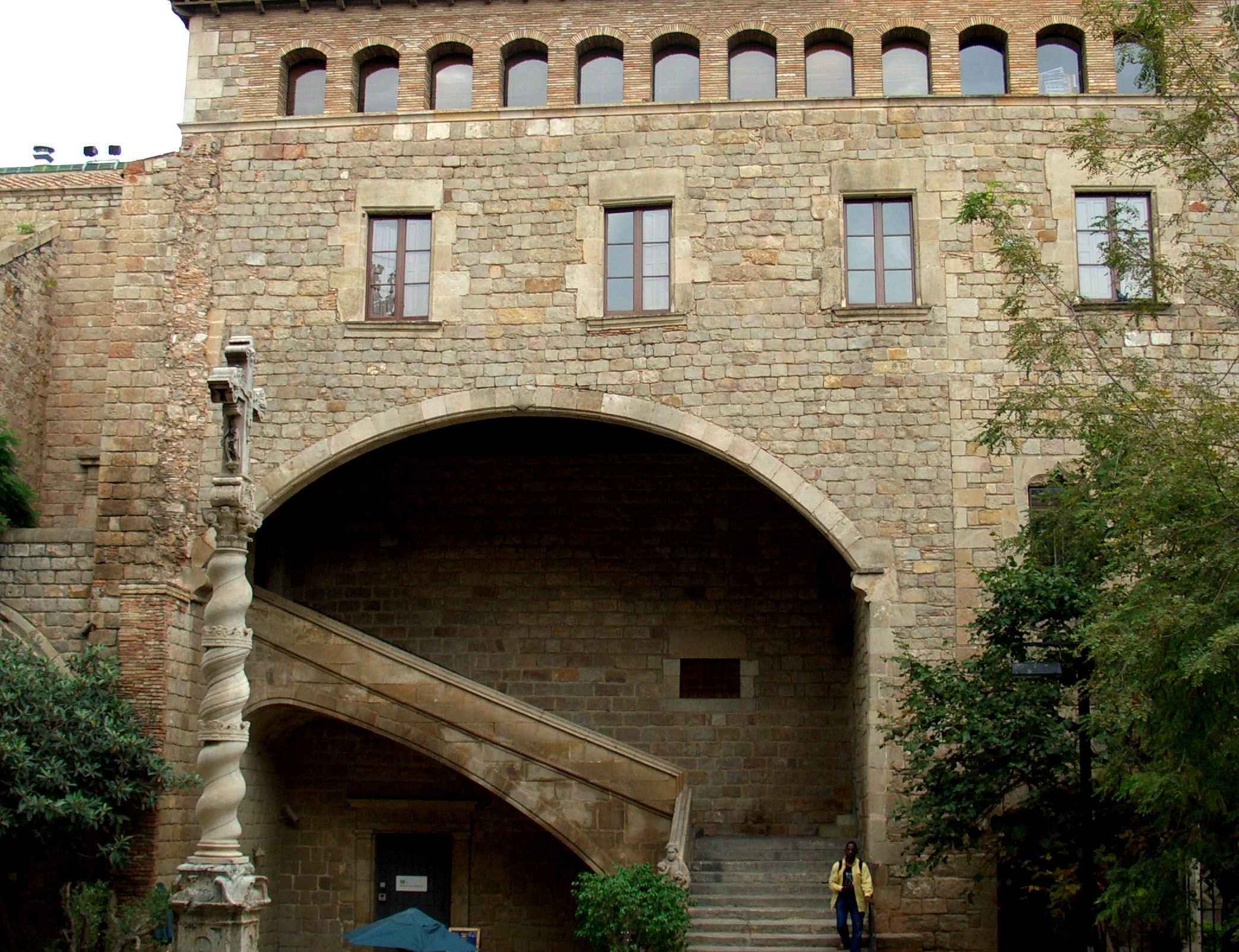
Будівля Національної бібліотеки Каталонії

Бібліоте́ка Катало́нії (кат. Biblioteca de Catalunya) — каталонська національна бібліотека, розташована у Барселоні (автономна область Каталонія, Іспанія); національний бібліографічний центр, відповідальний за збирання, збереження та популяризацію каталонського культурного надбання: державної бібліографії регіону та каталонської екстеріорики.

## Історія

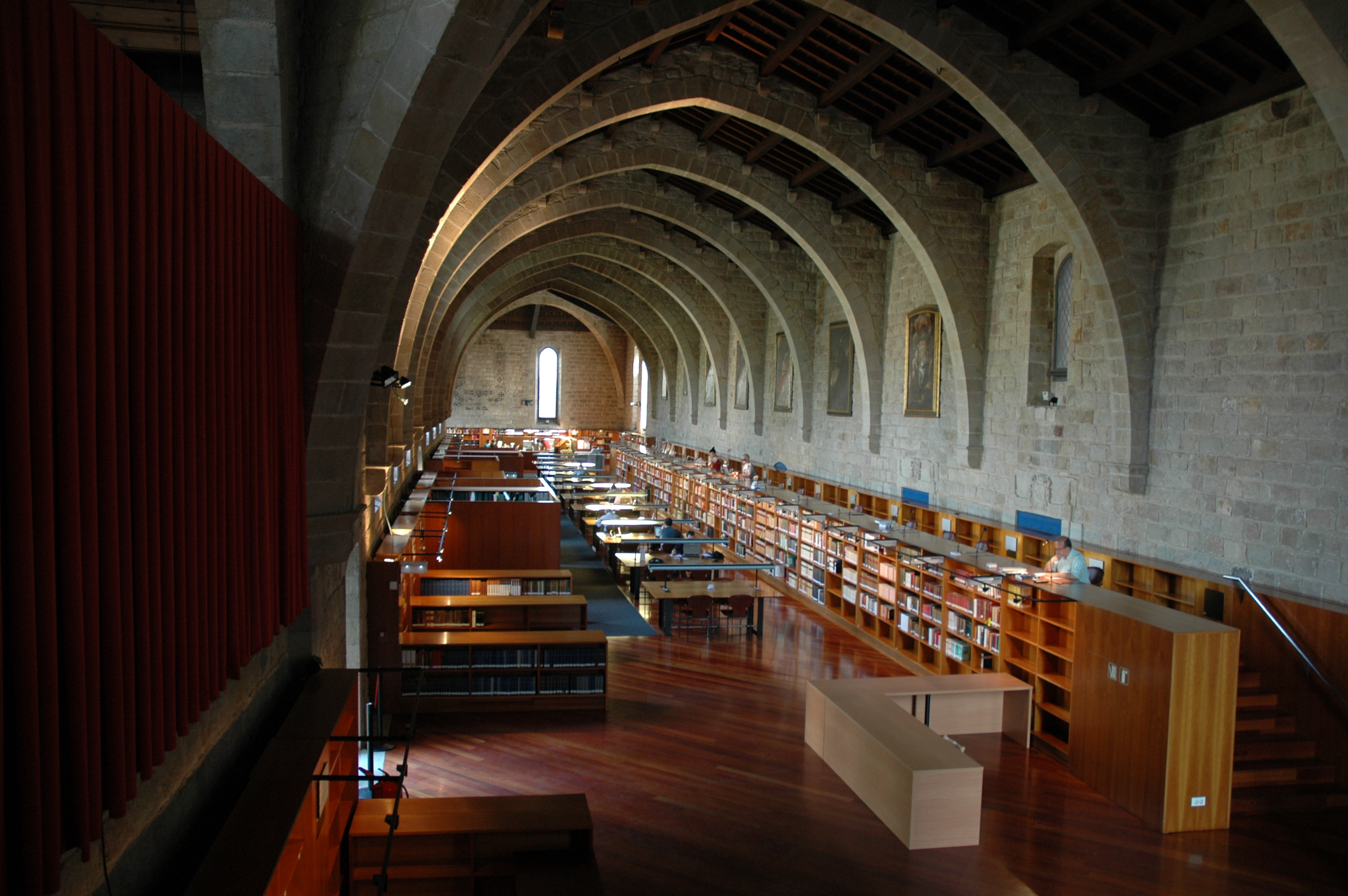
«Зал людства» (Sala d'Humanitats) Бібліотеки Каталонії, читальний зал

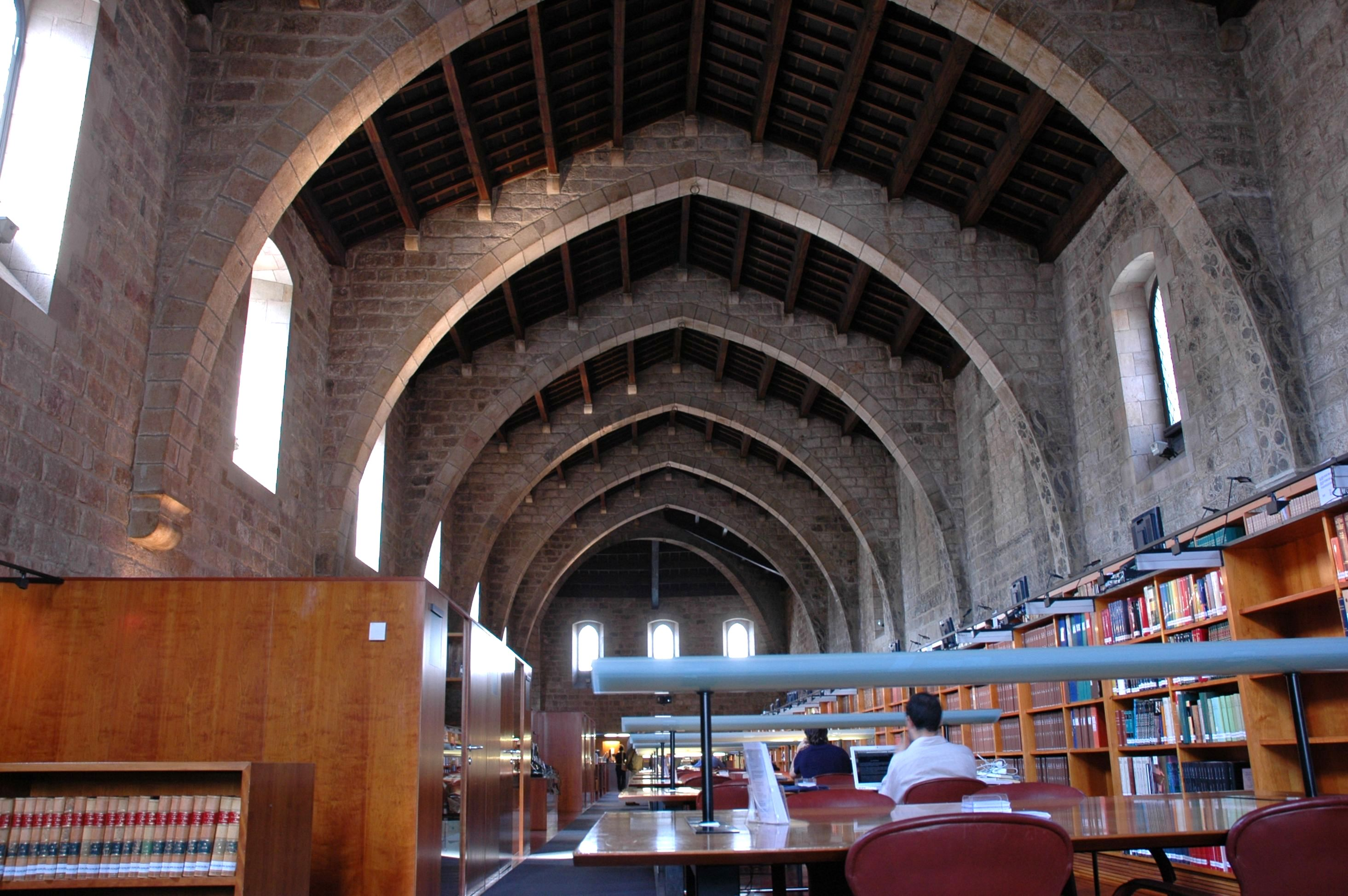
Читальний зал, неф «Трамунтана»

У 1907 Анрік Прат-да-ла-Ріба (кат. Enric Prat de la Riba) заснував Інститут каталонських студій, при ньому було відкрито бібліотеку.
На відміну від інших національних бібліотек Європи, які продовжували традиції королівських бібліотек, Бібліотека Каталонії була створена «з нуля» діячами каталонського національного відродження.
У 1914 за часів Каталонської співдружності бібліотека стала відкритою для широкої публіки. На той час фонди бібліотеки розміщувалися у будівлі Депутатського палацу (кат. Palau de la Diputació) поряд з будівлею Жанаралітату Каталонії.
У 1917 створено відділи стародруків та спеціальних колекцій, а також музики, у 1923 — естампів, гравюр та мап. У 1940 бібліотека переїхала до старовинної будівлі Шпиталю Санта-Креу в Барселоні (кат. Hospital de la Santa Creu de Barcelona).
За часів диктатур Прімо де Рівери (1923-1930) та Франко (з 1939) бібліотека була перейменована на Центральну бібліотеку (кат. Biblioteca Central) — центральною іспанською владою знищувалися бідь-які натяки на існування Каталонії.
У 1981 р. бібліотека отримує статус національної. У 1994 формуються 4 великі відділи бібліотеки: бібліографічний, графіки, фонотека та гемеротека (зібрання періодичних видань).

## Сучасний стан
Наразі бібліотека розташована на площі 8 820 м² у Барселоні та місті л'Успіталет-да-Любрагат, фонди нараховують близько трьох мільйонів екземплярів книг та інших матеріалів. З 2000 розпочато оцифрування фондів бібліотеки.

## Партнерство з Google
З метою популяризації серед широкої громадськості каталонського культурного надбання каталанською, іспанською, французькою, німецькою, латинською та англійською мовами 10 січня 2007 «Бібліотека Каталонії» та чотири інші каталонські бібліотеки оголосили про приєднання до проєкту оцифрування «Google Books Library Project». У цьому проєкті «Бібліотека Каталонії» виступила координатором та посередником між Google та чотирма іншими бібліотеками-учасницями:
- бібліотека Монастиря Монсаррат;
- публічна єпископська бібліотека Семінарії Барселони;
- бібліотека екскурсійного центру Барселони;
- бібліотека Барселонського Атенею.

Таким чином, група каталонських бібліотек стала другим серед не-англосакських культурних установ (після Мадридського університету Комплутенсе) та третім у Європі (після Оксфордського університету) партнером проєкту «Google Books Library Project».